# Curzio Picchena
Curzio Picchena (San Gimignano, 11 gennaio 1554 – 1626) è stato un umanista italiano.
Segretario di Stato di Ferdinando I de' Medici dal 1601 e primo segretario dello stato mediceo dal 1613, tenne corrispondenza con Galileo Galilei e curò un'eccellente edizione di Tacito (1607).

## Opere
- (LA) Curzio Picchena, Curtii Pichenae, ... Ad Cornelii Taciti opera notae, iuxta veterrimorum exemplarium collationem, Francoforte, apud heredes Andreae Wecheli, Claudium Marnium & Jo. Aubrium, 1600. URL consultato il 28 marzo 2019.